# Matematica applicata
La matematica applicata è un ramo della matematica che si occupa dello studio delle tecniche matematiche usate nell'applicare le conoscenze matematiche ad altri campi scientifici e tecnici.

## Storia

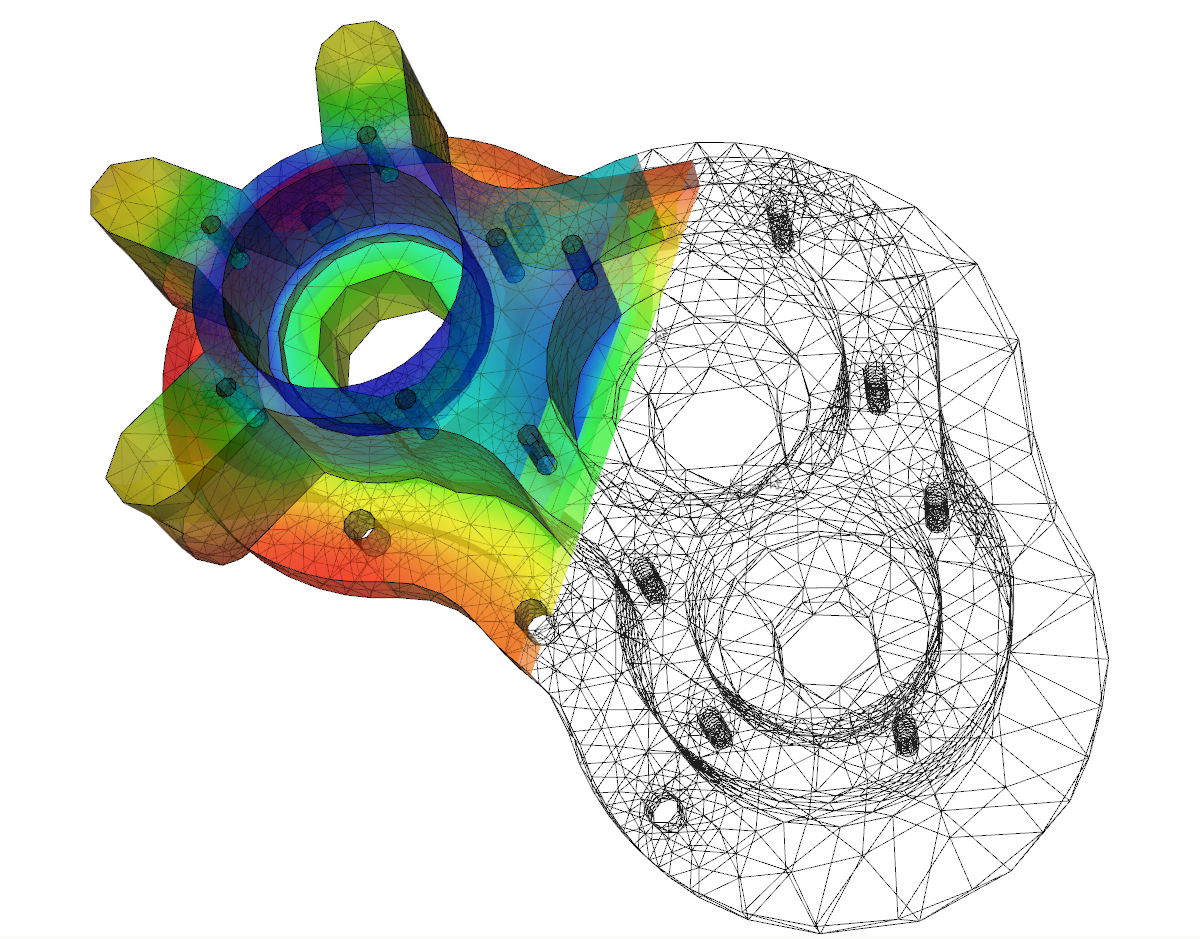
Una soluzione numerica all'equazione del calore sulla tubatura di una pompa modello matematico usando il metodo degli elementi finiti

Storicamente, la matematica applicata consiste principalmente dell'analisi applicata, e in particolare delle equazioni differenziali, della teoria dell'approssimazione (che interpretata largamente, include rappresentazioni matematiche, metodi di analisi asintotica, calcolo delle variazioni, e l'analisi numerica), e le probabilità applicate. Queste aree della matematica sono relative direttamente allo sviluppo della meccanica classica di Newton, e infatti, la distinzione fra matematici e fisici non era ancora definita nettamente prima della metà del XIX secolo.
Queste origini hanno lasciato una eredità pedagogica negli Stati Uniti: fino all'inizio del ventesimo secolo, argomenti come la meccanica classica venivano spesso insegnati nei dipartimenti di matematica applicata delle università americane piuttosto che nei dipartimenti di fisica, e meccanica dei fluidi può ancora essere insegnata nei dipartimenti di matematica applicata. La finanza quantitativa viene tuttora insegnata nelle facoltà di matematica in molte università e la matematica finanziaria è considerata un ramo della matematica applicata. Le facoltà di ingegneria e di informatica hanno tradizionalmente fatto uso della matematica applicata.

## Descrizione

### Divisioni

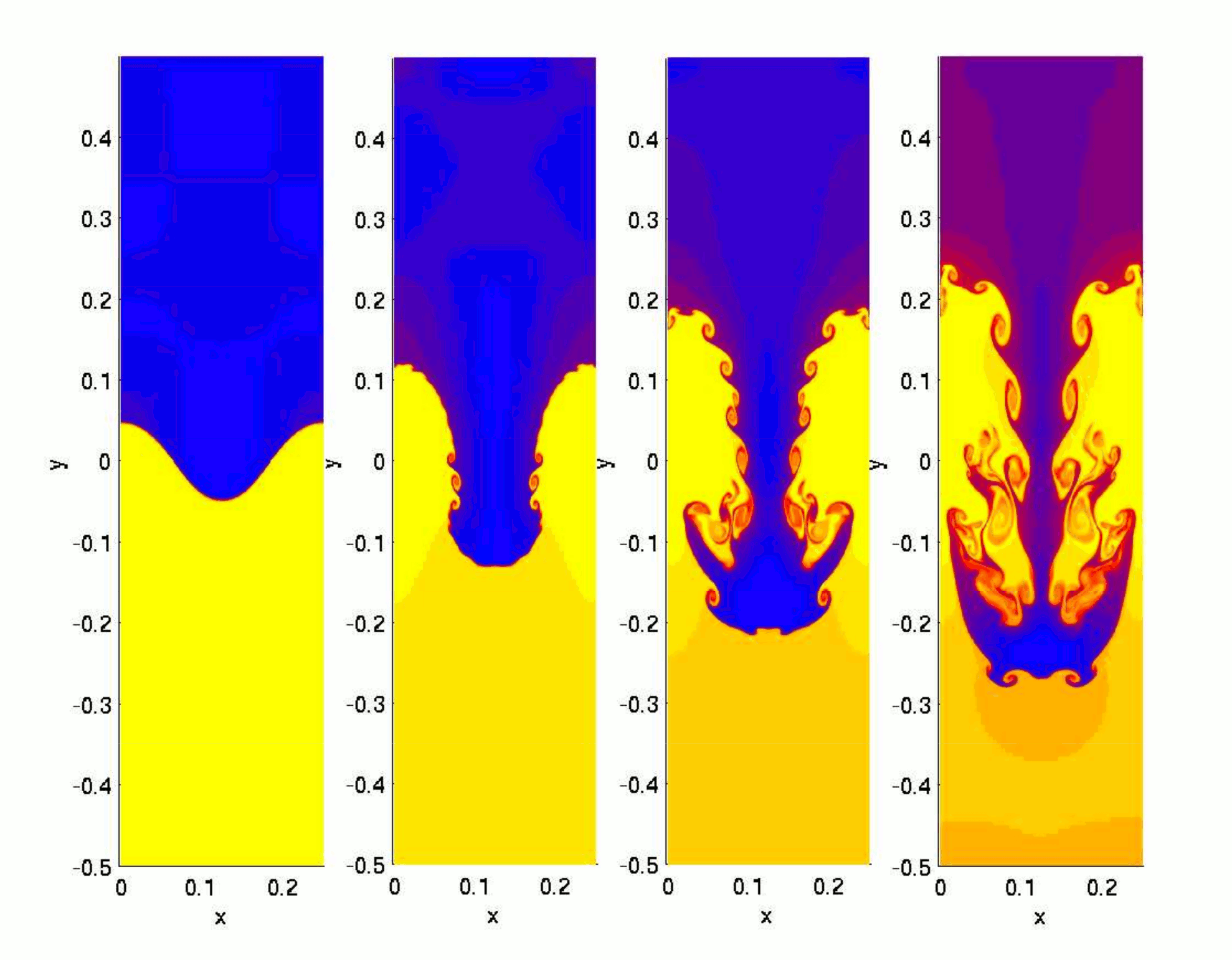
La meccanica dei fluidi è spesso considerata un ramo della matematica applicata

Non c'è un chiaro consenso su quali siano i vari rami della matematica applicata. Tali categorizzazioni sono rese difficili dal modo in cui la matematica e la scienza si evolvono nel tempo, e anche dal modo in cui le università organizzano dipartimenti, corsi e lauree. Nelle università è invalso genericamente il nome di corsi come Metodi matematici per l'ingegneria, per la fisica, per la chimica o la biologia.
Storicamente, la matematica applicata consisteva principalmente nella teoria dell'approssimazione (ampiamente interpretata, includendo le rappresentazioni, i metodi asintotici, l'analisi numerica) e nella teoria della probabilità applicata.
Oggi, queste restrizioni disciplinari hanno perso molto del loro significato. Pur restando vero che alcune branche della matematica hanno un immediato e quasi esclusivo interesse applicativo (fisica matematica, analisi numerica, statistica matematica, programmazione matematica, analisi armonica ...), anche ricerche un tempo considerate assolutamente pure vengono sempre più spesso applicate alla soluzione di problemi concreti. Tra gli esempi più noti vi sono l'uso della logica matematica nei linguaggi di programmazione e della teoria dei numeri in crittografia.

### Utilità

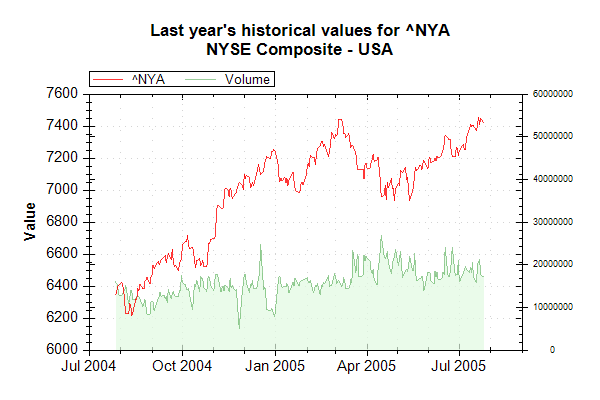
La matematica finanziaria si occupa di costruire modelli matematici dei mercati finanziari

Storicamente, la matematica è stata particolarmente importante per le scienze naturali e l'ingegneria. Comunque a partire dalla seconda guerra mondiale, applicazioni al di là dei campi della fisica hanno favorito la creazione di nuove aree della matematica, come la teoria dei giochi e la teoria della scelta sociale, che sono derivate da considerazioni economiche.
L'avvento del computer ha permesso nuove applicazioni: lo studio e l'uso della stessa tecnologia del computer (informatica teorica) per studiare i problemi che sorgono da altre aree della scienza (scienza computazionale) come anche la matematica del calcolo (per esempio, informatica teorica, algebra, analisi numerica). La statistica è probabilmente l'applicazione matematica più adattabile a diversi contesti, da quelli tecnico-scientifici a quelli sociali. Diverse scienze sociali infatti, stanno sfruttando diversi metodi derivanti dalla matematica, necessari per la formalizzazione di sistemi complessi caratteristici dei modelli sociali.

### Stato nei dipartimenti accademici
Le istituzioni accademiche non sono coerenti nel modo in cui raggruppano ed etichettano le lezioni, i programmi e i diplomi in matematica applicata. In alcune scuole è presente un singolo dipartimento di matematica, mentre altre hanno dipartimenti separati per Matematica applicata e Matematica pura. È molto comune per i dipartimenti di statistica essere separati nelle scuole con differenti programmi di laurea, ma molte istituzioni universitarie includono statistica nel dipartimento di matematica.

## Matematica per l'ingegneria
La matematica per l'ingegneria è quella parte della matematica applicata che trova utilizzazione nelle scienze ingegneristiche, in particolare per la soluzione di problematiche concrete e complesse che necessitano di analisi modellistiche/numeriche oppure probabilistiche/statistiche.
In molte università esistono specifici corsi universitari di preparazione. Nel panorama accademico italiano, ad esempio, sono stati istituiti vari percorsi di studi, con varie denominazioni (matematica per l'ingegneria, ingegneria matematica, o ingegneria dei modelli), per il conseguimento di lauree sia di primo sia di secondo livello: al Politecnico di Milano (laurea di primo e secondo livello), all'Università degli Studi di Padova (laurea di secondo livello), al Politecnico di Torino (laurea di primo e secondo livello), all'Università dell'Aquila (solo laurea magistrale), all'Università di Roma Tor Vergata (laurea magistrale), all'Università di Napoli Federico II (solo laurea magistrale).

### Caratteristiche
Storicamente, la matematica per l'ingegneria fa ampio uso dell'analisi matematica: equazioni differenziali, analisi reale e complessa (compreso il calcolo vettoriale e tensoriale), teoria dell'approssimazione (intesa in senso ampio, fino a includervi l'analisi asintotica, il calcolo delle variazioni, e la teoria delle perturbazioni, i sistemi dinamici, l'analisi numerica, l'analisi di Fourier, ma anche algebra lineare e probabilità). Vi sono poi branche più specializzate, come l'ottimizzazione ingegneristica e la statistica applicata all'ingegneria.
Queste aree della matematica sono strettamente legate allo sviluppo della fisica newtoniana. Questo sviluppo ha lasciato una traccia anche nell'insegnamento universitario: fino all'inizio del XX secolo, materie come la meccanica classica erano spesso insegnate nei dipartimenti di matematica applicata delle università statunitensi, mentre la fluidodinamica può essere insegnata ancora sia nei dipartimenti di matematica che in quelli di ingegneria.
Il successo ottenuto dall'uso dei metodi numerici con l'ausilio dei computer ha portato all'emergere di discipline come la matematica computazionale, la scienza computazionale, e l'ingegneria computazionale (le prime due sono spesso conglobate), in cui, a volte, si fa uso di sistemi di calcolo ad alte prestazioni per la simulazione di fenomeni fisici e per la soluzione di problemi per la scienza e l'ingegneria. Questi campi sono spesso considerati interdisciplinari, ma sono anche di interesse specifico per la matematica ingegneristica.

### Ambiti
Questo ramo della matematica è necessario in diversi ambiti per risolvere problemi complessi di ingegneria con metodi molto diversi tra loro, tra cui:
- la modellazione matematica, finalizzata alla intuizione, a partire da un problema, del modello matematico adatto al fenomeno in questione e alle analisi qualitative e quantitative delle soluzioni;
- la simulazione numerica, finalizzata alla descrizione dei metodi di approssimazione e integrazione numerica e dei diversi metodi di rappresentazione numerica della soluzione;
- la probabilità e la statistica, utilizzate nella trattazione di problemi non deterministici e nella gestione di dati sperimentali o provenienti da modelli di probabilità;
- l'ingegneria, finalizzata all'acquisizione dei campi di applicazione e dei problemi che identificano i vari settori dell'ingegneria.

### Obiettivi specifici
Un ingegnere matematico ha una solida preparazione matematica di base e possiede abilità nel campo della fisica e in informatica, che permettono di comprendere e descrivere i problemi dell'ingegneria. Per questo risulta capace di:
- scegliere l'opportuno modello matematico da utilizzare;
- analizzare il risultato del modello e confrontare i risultati con il fenomeno oggetto di analisi;
- simulare fenomeni naturali o industriali e verificare i comportamenti di materiali e strutture;
- effettuare un'analisi di dati statistici, rielaborarli, sintetizzarli e adattarli ai modelli applicativi per utilizzarli come previsioni nelle analisi di affidabilità;
- affrontare, come farebbe un qualsiasi ingegnere, problematiche complesse, utilizzando metodologie dei vari gruppi settoriali della matematica applicata.